# Social Watch
Social Watch è un'organizzazione non governativa fondata nel 1995. Il personale di segreteria e di coordinamento è ospitato dal Third World Institute, la cui sede internazionale è a Montevideo, in Uruguay.
Adottando un’impostazione tipica del liberalismo critico, Social Watch si concentra su:
1. l'eradicazione della povertà e le cause della povertà,
2. la fine di tutte le forme di discriminazione e razzismo,
3. un'equa distribuzione della ricchezza e
4. l’affermazione dei diritti umani, sottolineando "il diritto di tutte le persone a non essere povere".[3]

Sulla base di questi parametri il Social Watch ha elaborato il Basic Capabilities Index (Bci), un nuovo indice sullo sviluppo che, invece di concentrarsi sulla ricchezza economica delle diverse nazioni del mondo, privilegia alcuni indicatori sociali come la percentuale dei bambini che raggiungono il quinto anno di istruzione, la mortalità dei bambini sotto i cinque anni, la percentuale di donne assistite durante la gravidanza da personale medico.
Social Watch prende in considerazione sia le iniziative intergovernative sponsorizzate dall’Organizzazione delle Nazioni Unite che le relative questioni di governance globale, oltre a coordinare contemporaneamente una vasta rete di attivisti di base, i cosiddetti "Osservatori" (oltre 80 nel Nord e nel Sud) - che monitora il rispetto delle alleanze internazionali.
La pratica di "osservare" implica la documentazione e la segnalazione di eventi o omissioni (una sorta di giornalismo alternativo). Le notizie generate dagli Osservatori in vari paesi vengono regolarmente aggiornate sul sito web di Social Watch. Ogni anno, i loro rapporti vengono anche condensati ed elaborati, in base al Basic Capabilities Index (Bci), in un rapporto generale, ampiamente distribuito nei circoli delle organizzazioni intergovernative e non governative, nonché nelle comunità degli osservatori.

## Pubblicazioni
Nel 2011, Social Watch ha pubblicato il Basic Capabilities Index, un rapporto sullo sviluppo globale e sul benessere umano.
Nel 2012 ha pubblicato il suo più recente indice sull'equità di genere, una delle misure per l’uguaglianza di genere.
Nel 2014 ha pubblicato il rapporto annuale "Mezzi e fini".